# Ludovico Gualterio
Ludovico Gualterio (ur. 12 albo 14 października 1706 w Orvieto, zm. 24 lipca 1761 we Frascati) – włoski kardynał.

## Życiorys
Urodził się 12 albo 14 października 1706 roku w Orvieto, jako syn Giovanniego Battisty Gualterio i Giulii Staccoli. Studiował na La Sapienzy, gdzie uzyskał doktorat utroque iure, a następnie został referendarzem Trybunału Obojga Sygnatur. 30 listopada 1742 roku przyjął święcenia kapłańskie. 16 grudnia został tytularnym arcybiskupem Myry, a 19 stycznia 1744 roku przyjął sakrę. W latach 1744–1754 był nuncjuszem w Neapolu, a w okresie 1754–1759 – we Francji. 24 września 1759 roku został kreowany kardynałem prezbiterem i otrzymał kościół tytularny San Giovanni a Porta Latina. 13 lipca 1761 roku został mianowany legatem w Romandioli, jednak zmarł jedenaście dni później we Frascati.